# Прапор Рокитнянського району
Пра́пор Рокитня́нського райо́ну — офіційний символ Рокитнянського району Київської області, затверджений 10 квітня 2003 року рішенням сесії Рокитнянської районної ради.

## Опис
Прапор являє собою прямокутне полотнище зі співвідношенням сторін 2:3, що складається з трьох вертикальних смуг — білої, зеленої і червоної — у співвідношенні 1:2:2; в центрі перетину зеленої та червоної смуг зображено три перехрещені жовті гілочки верби-рокити, середня з них квітуча, облямовані колом із жовтих колосків.